# Yadira Pascault Orozco
Yadira Pascault Orozco es una actriz y productora franco-mexicana.
Estuvo al frente, como conductora, del programa de Rock N Roll en televisión Sónicamente en Canal Once, al aire durante varios años. También fue conductora en el programa cultural de cine El Once En El Cine  en Canal Once. Como actriz ha trabajado en diversos programas y series de las cadenas de televisión TV Azteca  y Telemundo. En cine ha colaborado en cinco largometrajes, entre los que se encuentran No eres tú, soy yo, Aquí entre nos y Juego de Héroes.
Pascault Orozco también produce cine y teatro. Ha sido productora asociada en los largometrajes Nosotros los nobles, El cumple de la abuela, No eres tú, soy yo, Amor de mis amores, 31 Días, Boogie, el aceitoso, Gaturro, La caridad; y fue productora general (y protagonista) de la obra La promesa, escrita por el dramaturgo soviético Aleksei Arbuzov y representada en la Ciudad de México durante 2013.
Dos de las películas en las que Pascault Orozco ha estado involucrada, están entre las diez películas más exitosas en la taquilla de la historia del cine mexicano. En 2013, la comedia en la que fue productora asociada, Nosotros los nobles, llegó al primer lugar del momento con un ingreso de $165.3 millones de pesos mexicanos,  poniéndose por encima de Arráncame la vida (2008; $110 millones de pesos mexicanos) e Y tu mamá también del año 2000 con $123 millones de pesos mexicanos.
En 2010, después de sólo un mes en cines nacionales, la comedia romántica No eres tú, soy yo (de la cual Pascault Orozco fue productora asociada y actriz) recaudó más de $100 millones de pesos mexicano, convirtiéndose en la quinta película más taquillera en la historia del Cine Mexicano, de acuerdo con el reporte publicado por el National Chamber of the Cinematographic and Videogram Industry.

## Colaboraciones Artísticas

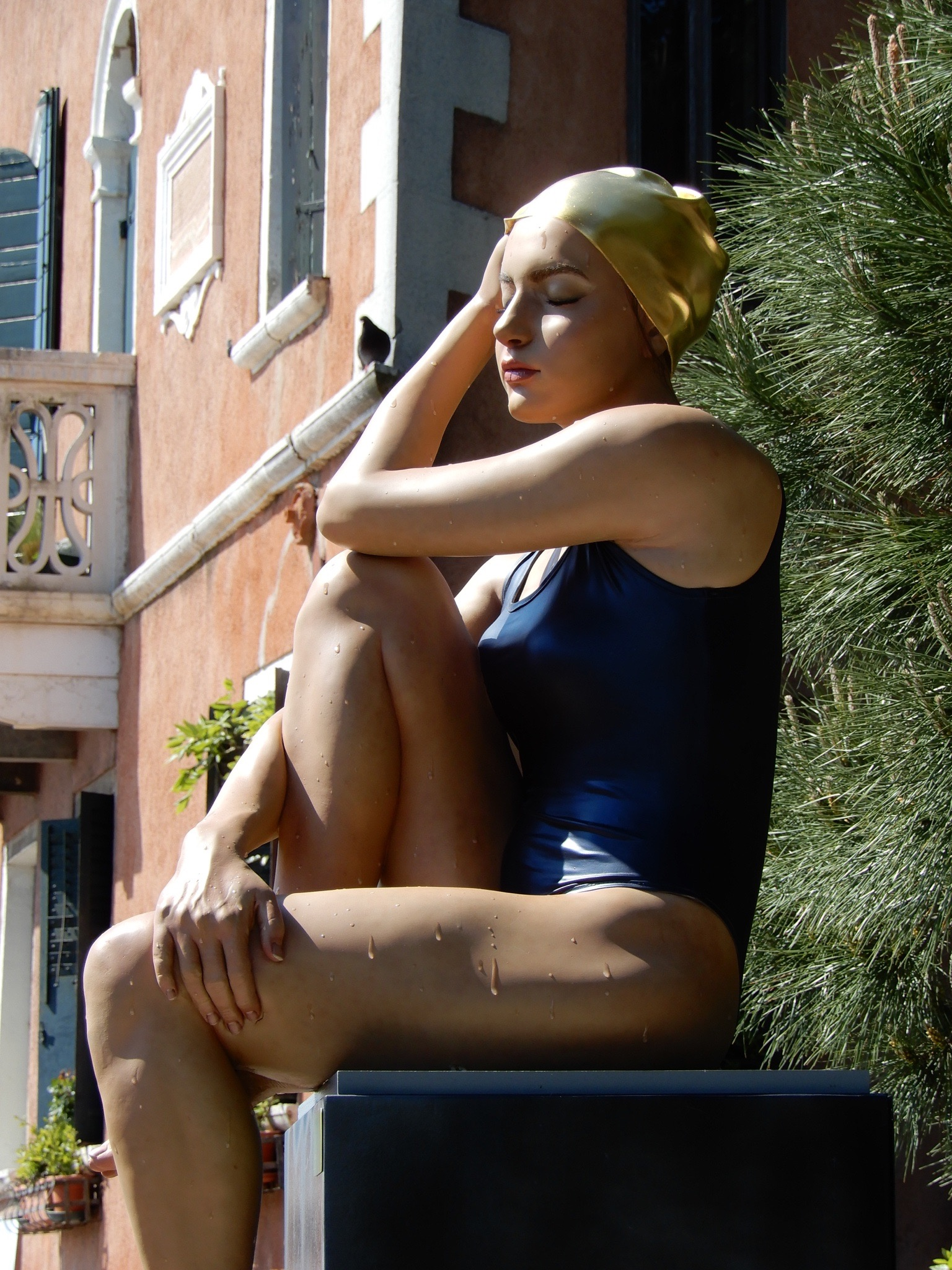
Escultura hiperrealista "The Midpoint" de Carole A. Feuerman (creada a imagen de Yadira Pascault Orozco) en el Giardino della Marinaressa en la Bienal de Venecia 2017

Yadira Pascault Orozco ha sido referencia de obras de arte visual contemporáneo y literarias. En 2016, el muralista mexicano Julio Carrasco Bretón plasmó el rostro de Pascault Orozco en una obra pictórica de gran escala creada específicamente para el Hotel El Parque México en la Ciudad de México. En la novela Diablo guardián, del escritor mexicano  Xavier Velasco, el personaje protagónico, Violetta, fue relativamente inspirado por la personalidad y articulación de discurso de Pascault Orozco.  El libro ganó el Premio Alfaguara de Novela en 2003.
A mediados de 2016, después de asistir a la apertura de la exhibición Perception de la aclamada artista contemporánea neoyorquina, Carole Feuerman,  en la galería KM Fine Arts en Los Ángeles, la artista invitó a Pascault Orozco a Nueva York para ser el sujeto de una escultura hiperrealista de cuerpo completo intitulada "The Midpoint".

## Actriz

### Cine
| Año  | Título             | Personaje            | Notas                                      |  |
| ---- | ------------------ | -------------------- | ------------------------------------------ |  |
| 2005 | Bolas chinas       | Natasha Femme Fatale | Dirigido por: Alejandro Ezpeleta           |  |
| 2006 | Luciana            | Doris                | Dirigido por: Juan Pablo Cortés            |  |
| 2010 | No eres tú, soy yo | Dueña del perro      | Dirigido por: Alejandro Springall          |  |
| 2012 | Aquí entre nos     | Compradora           | Dirigido por: Patricia Martínez de Velasco |  |
| 2016 | Juego de Héroes    | Graciela             | Dirigido por: Pedro Álvarez Tostado        |  |
| 2018 | Poppies            | Mary                 | Dirigido por: Myles Yaksich                |  |

### Teatro
| Año  | Título                          | Personaje | Notas                               |
| ---- | ------------------------------- | --------- | ----------------------------------- |
| 2010 | Las máscaras de Sor Juana       | Sor Juana | Dirigido por: Miguel Sabido         |
| 2013 | La promesa (actriz, productora) | Lika      | Dirigido por: Luly Rede             |
| 2018 | I Was Born To Be (actriz)       | Gloria    | Dirigido por: John Fingal O'Connell |

### Televisión
| Año       | Título             | Personaje  | Notas                        |  |
| --------- | ------------------ | ---------- | ---------------------------- |  |
| 1999-2005 | Sónicamente        | Conductora | Dirigido por: Jorge Villela  |  |
| 2008-2009 | El Once en el Cine | Conductora | Dirigido por: Daniela Paasch |  |

### Videos musicales
| Año  | Título                 | Personaje        | Notas                                                 |
| ---- | ---------------------- | ---------------- | ----------------------------------------------------- |
| 1999 | Zurdok "Si me advertí" | Protagonista     | Dirigido por: Fernando Eimbcke/Universal México       |
| 2003 | Molotov "Here We Kum"  | The Stage Dancer | Dirigido por: Rogelio Sikander/Universal Music Latino |

## Productora
| Año  | Título              |                     | Notas                                                   |
| ---- | ------------------- | ------------------- | ------------------------------------------------------- |
| 2009 | Boogie, el aceitoso | Productor Asociado  | Dirigido por: Gustavo Cova                              |
| 2010 | Redención           | Productor Ejecutivo | Dirigido por: Juan Pablo Cortés, José Antonio Hernández |
| 2010 | No eres tú, soy yo  | Productor Asociado  | Dirigido por: Alejandro Springall                       |
| 2010 | Gaturro             | Productor Asociado  | Dirigido por: Gustavo Cova                              |
| 2013 | 31 días             | Productor Asociado  | Dirigido por: Erika Grediaga                            |
| 2013 | Nosotros los nobles | Productor Asociado  | Dirigido por: Gary Alazarki                             |
| 2014 | Amor de mis amores  | Productor Asociado  | Dirigido por: Manolo Caro                               |
| 2015 | El cumple de abuela | Productor Asociado  | Dirigido por: Javier Colinas                            |
| 2016 | La Caridad          | Productor Asociado  | Dirigido por: Marcelino Islas Hernández                 |